# Dytiscus lapponicus
Dytiscus lapponicus är en skalbaggsart som beskrevs av Leonard Gyllenhaal 1808. Dytiscus lapponicus ingår i släktet Dytiscus och familjen dykare. Arten är reproducerande i Sverige.

## Underarter
Arten delas in i följande underarter:
- D. l. disjunctus
- D. l. lapponicus

## Bildgalleri

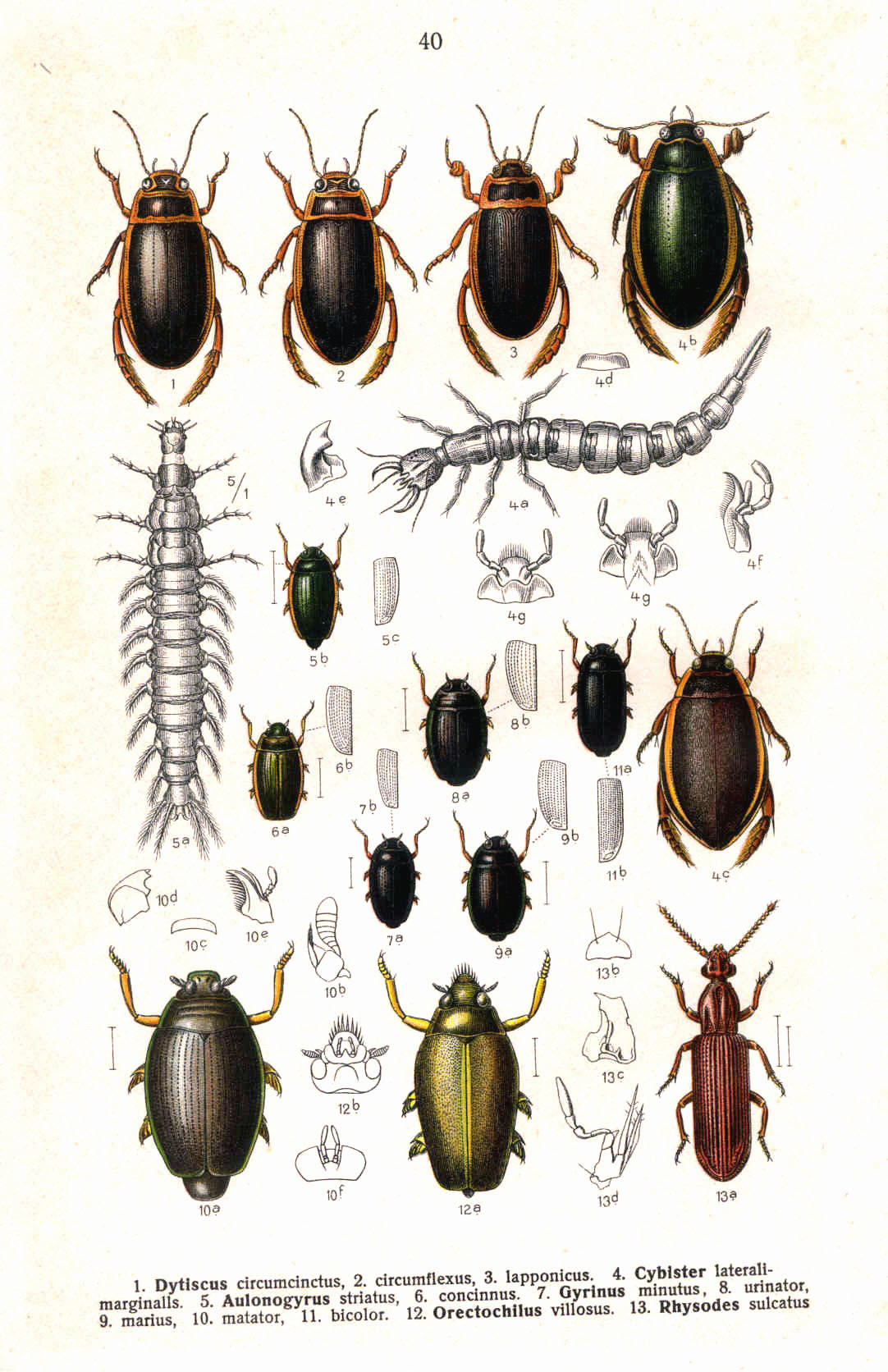